# Гейдж, Томас
Томас Гейдж (англ. Thomas Gage; 2 марта 1781 — 27 декабря 1820, Рим) — английский ботаник-любитель, исследователь флоры Ирландии и Португалии.

## Биография
Томас Гейдж родился 2 марта 1781 года. 9 января 1809 года он женился на Мэри Энн Браун. Томас Гейдж умер 27 декабря 1820 года.

## Научная деятельность
Томас Гейдж занимался исследованием флоры Ирландии и Португалии.

## Почести
В его честь был назван род травянистых луковичных растений Гусиный лук (лат. Gagea).